# Oberer Victoria-See
Der Obere Victoria-See ist ein See im ostantarktischen Viktorialand. Im Victoria Valley liegt er an der Mündung des Oberen Victoria-Gletschers.
Der US-amerikanische Glaziologe Parker Emerson Calkin (1933–2017) benannte ihn 1964 nach seiner geographischen Lage am Ende des gleichnamigen Gletschers.